# Walidpur
Walidpur es una ciudad censal situada en el distrito de Mau en el estado de Uttar Pradesh (India). Su población es de 25589 habitantes (2011). 

## Demografía
Según el censo de 2011 la población de Walidpur era de 25589 habitantes, de los cuales 12956 eran hombres y 12633 eran mujeres. Walidpur tiene una tasa media de alfabetización del 70,30%, superior a la media estatal del 67,68%: la alfabetización masculina es del 76,77%, y la alfabetización femenina del 63,66%.